# اشکین
اشکین (به لاتین: Trzcin) یک منطقهٔ مسکونی در لهستان است که در Gmina Grodziczno واقع شده‌است.

## خصوصیات
اشکین ۲۶۹ نفر جمعیت دارد.